# Ingrid Bișu

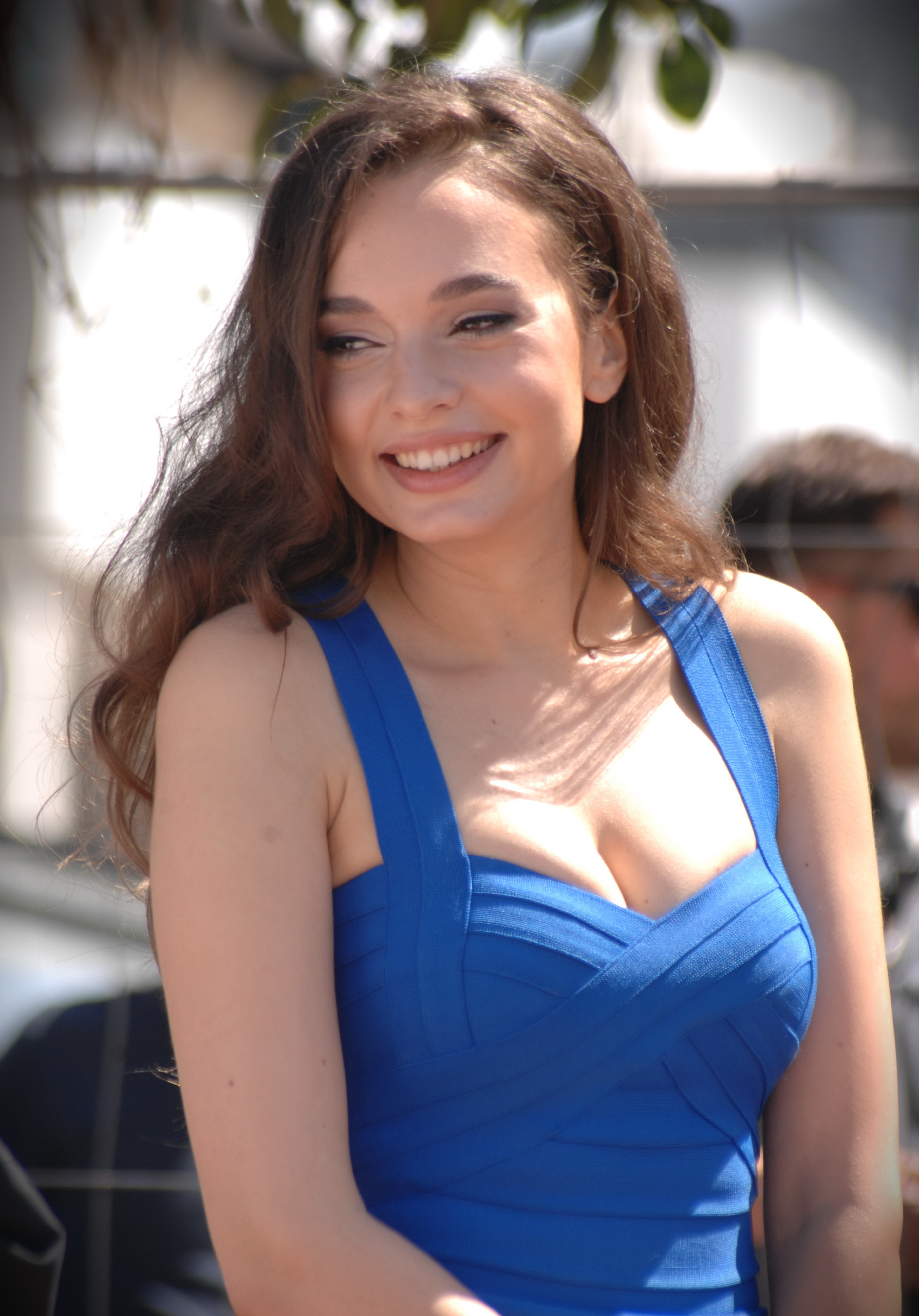
Ingrid Bișu, 2016

Ingrid Bișu (* 15. September 1987 in Bukarest) ist eine deutsch-rumänische Schauspielerin.

## Leben
Ingrid Bișu wurde am 15. September 1987 in Bukarest, Rumänien, als Tochter rumänisch-deutscher Eltern geboren. Sie besuchte einen deutschen Kindergarten in Bukarest.
Am 22. Juni 2019 verlobte sich Bisu mit dem malaysisch-australischen Regisseur James Wan. Sie heirateten im November 2019.

## Karriere
Im Jahr 2003 hatte Bișu im Alter von 16 Jahren ihr erstes Fotoshooting für die Jugendzeitschrift „Cool Girl“ und im Anschluss wurde ihr erster Werbespot für Orange S.A. Mobile gedreht, der in Israel und Rumänien ausgestrahlt wurde.
Im selben Jahr spielte sie die Rolle eines jungen und klugen Teenagers in der rumänischen Fernsehserie Casatorie de proba. Anfang 2014 sprach sie für den Film Toni Erdmann unter der Regie von Maren Ade vor und bekam die Rolle von Anca, der Assistentin der Hauptfigur. Der Film erhielt über 56 Nominierungen und 33 Preise.
Bișu spielte in zwei Filmen des Conjuring-Universums mit. 2018 verkörperte sie in The Nun eine der Ordensschwestern, während sie 2021 in Conjuring 3: Im Bann des Teufels in Rückblenden als junge, von bösen Geistern gesteuerte, Mörderin zu sehen war.

## Filmografie (Auswahl)
- 2003: Casatorie de proba (Fernsehserie)
- 2005: BloodRayne
- 2013: The Zero Theorem
- 2016: Toni Erdmann
- 2018: The Nun
- 2021: Conjuring 3: Im Bann des Teufels (The Conjuring: The Devil Made Me Do It)
- 2021: Malignant